# ويليام إتش. لانكستر
ويليام إتش. لانكستر هو سياسي أمريكي، ولد في 1931. انتخب عضو جمعية ولاية كاليفورنيا ‏.